# Enetarzi

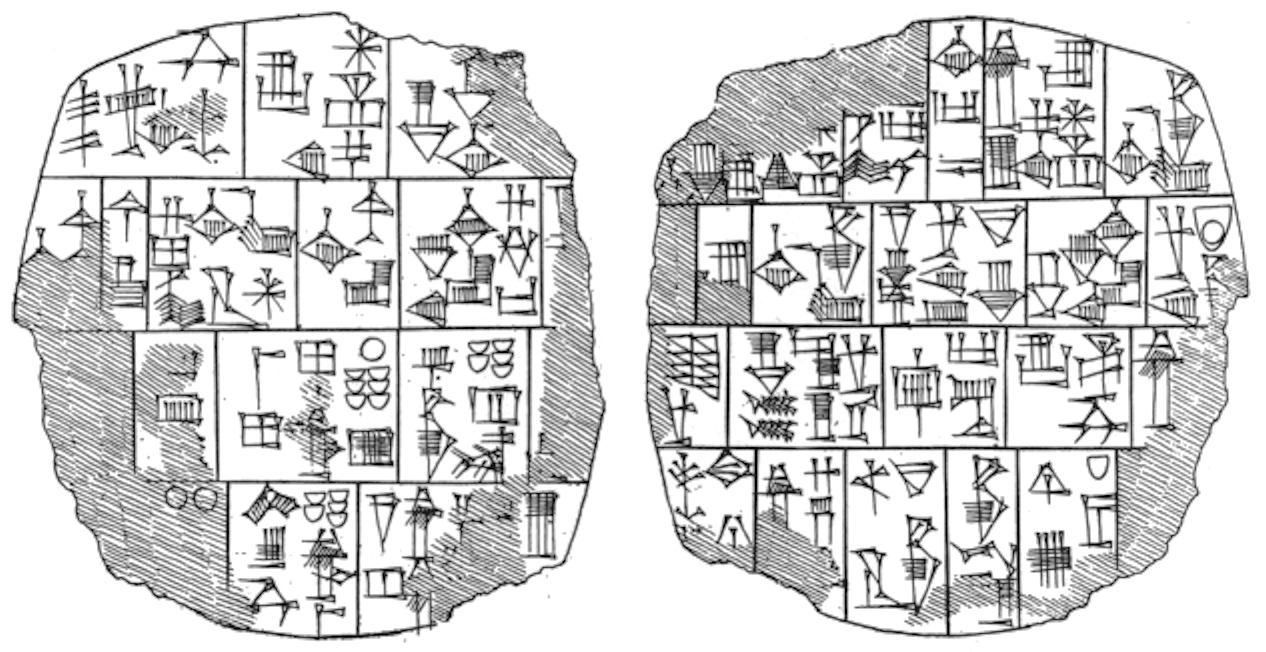
Enetarzi

Enetarzi fue un rey-sacerdote de la ciudad sumeria de Lagash que vivió hacia el siglo XXIV a. C. (período Dinástico Arcaico). Fue sucesor de Enannatum II, si bien no se sabe si estaba emparentado con la dinastía o fue un usurpador. Fue sucedido por otro rey-sacerdote, Lugalanda. Durante su reinado y el de su sucesor, el estrato de los sacerdotes adquirió gran poder; lo cual tuvo su reacción en las reformas que tuvo que llevar a cabo el sucesor de ambos, Urukagina, para restar poder al clero sumerio.